# Злотники-Мале-Кольонія
Злотники-Мале-Кольонія (пол. Złotniki Małe-Kolonia) — село в Польщі, у гміні Ставішин Каліського повіту Великопольського воєводства.
У 1975-1998 роках село належало до Каліського воєводства.